# Präriehuhn

Hellgrün und dunkelgrün: Ursprüngliches Verbreitungsgebiet. dunkelgrün: Aktuelles Verbreitungsgebiet

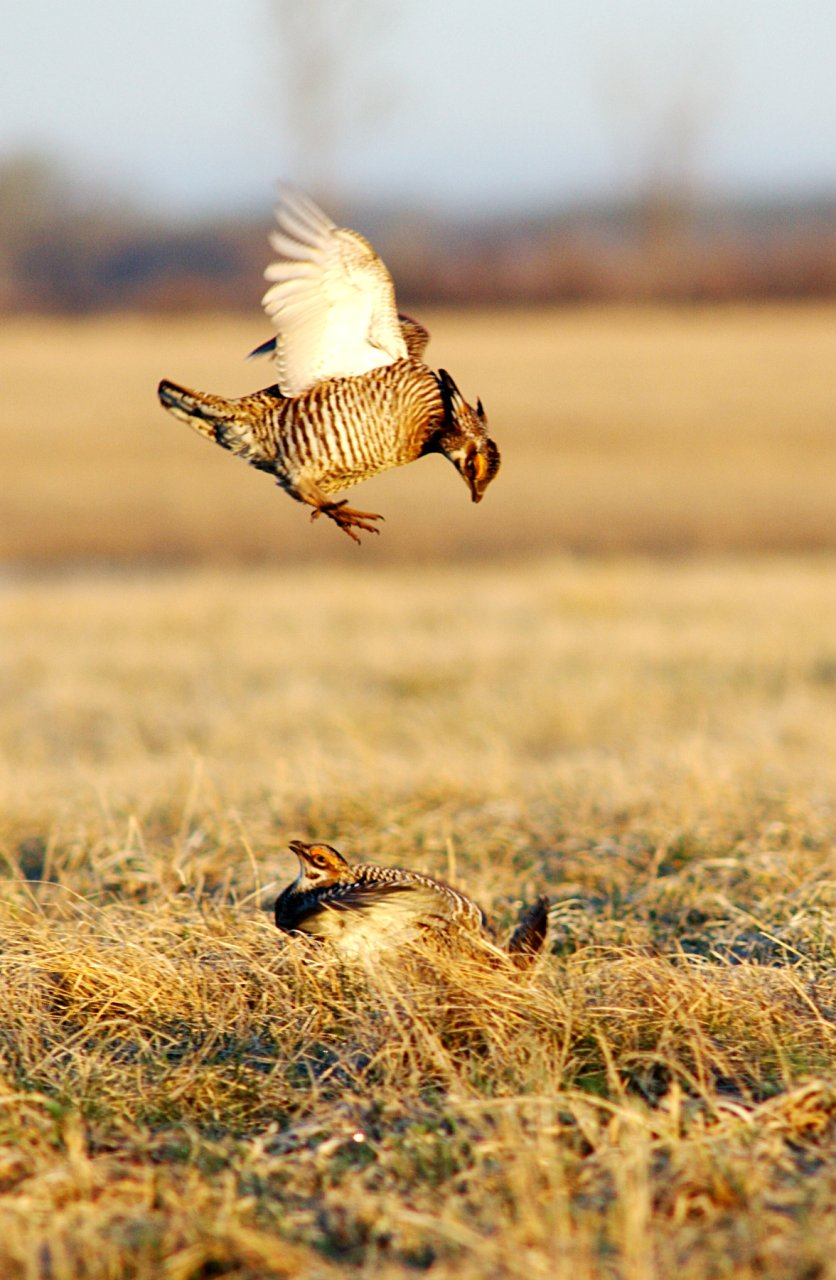
Balzende Präriehühner

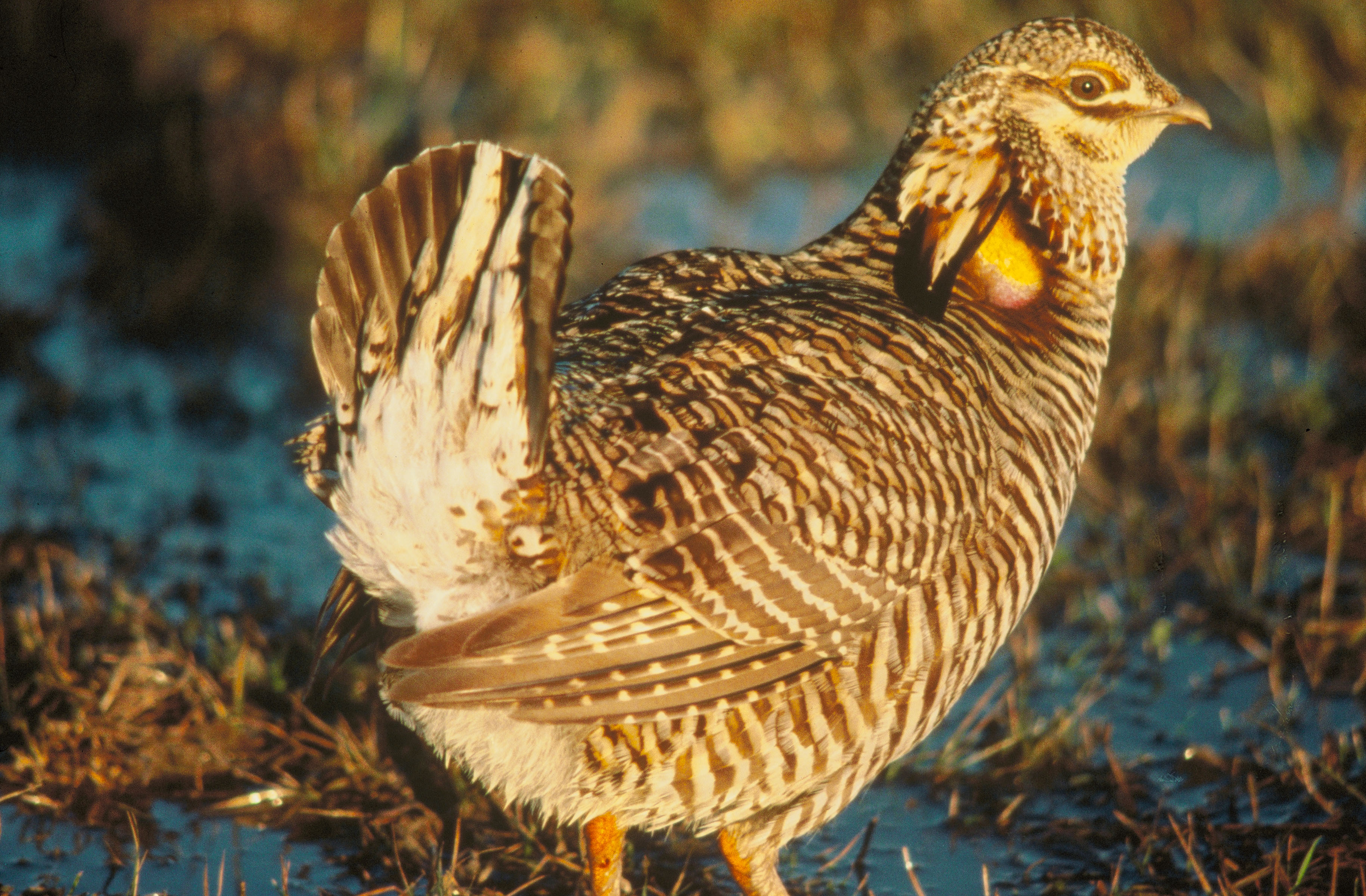
Weibchen

Das Präriehuhn (Tympanuchus cupido) ist eine in Nordamerika vorkommende Vogelart aus der Unterfamilie der Raufußhühner. Es gehört zu den gefährdeten Arten.

## Merkmale
Das 40–47 cm große Präriehuhn hat einen braun-schwarz gestreiften Körper. Die Flügel haben ebenfalls helle Bänder. Die Unterseite ist heller und breiter gestreift. Die Handschwingen sind grau, die Ränder des fächerförmigen Schwanzes haben eine dunkelbraune Farbe. Das Präriehuhn ist plump gebaut und hat wie alle Raufußhühner befiederte Beine und Zehen. Das Männchen besitzt zwei lange Federschopfe am Hinterkopf. Über den Augen befindet sich ein rot-oranger Auswuchs. Die Kehle und die Wangen sind hell, der übrige Kopf ist dunkelbraun. Zwei große, gelb-orange Luftsäcke werden von braunen, bei einer Unterart auch von schwarzen Federn verdeckt. Bei der Balz werden diese aufgeblasen.
Das Weibchen ist insgesamt heller, somit unauffälliger und besitzt statt des Schopfs nur einen kleinen Kragen, ähnlich dem des Kragenhuhns. Das Tier hat einen schwarzen Augenstreif; Kehle und Wangen sind beige. Auch das Weibchen hat Luftsäcke, jedoch viel kleinere. Der dünne Schnabel ist immer braun. Das Weibchen wiegt 770–1020 Gramm, das Männchen wird mit 990–1360 Gramm deutlich schwerer.
Der Revierruf des Präriehuhns ist ein leicht quäkendes, oft auch ununterbrochenes Schnattern.

## Verbreitung
Das Präriehuhn kam einst zahlreich in den Prärieregionen östlich der Rocky Mountains vor. Durch Bejagung und Habitatverlust durch Umwandlung von Prärieflächen in Agrarland ist der Bestand stark rückläufig. Das Präriehuhn profitiert zwar vom erweiterten Nahrungsangebot, das ihm Agrarflächen bieten. Für den Nestbau und die Aufzucht der Küken ist es jedoch zwingend auf ursprüngliche Prärie angewiesen.
Heute kommt es nur noch in den zentralen USA vor, mit Verbreitungsschwerpunkten in den Bundesstaaten Nebraska, Oklahoma und South Dakota, wo es mit dem ausgesetzten Fasan konkurriert. Die Männchen bleiben auch im Winter an ihren Balzplätzen, die Weibchen wandern nach Süden.

## Unterarten
Es sind drei Unterarten bekannt:
- Tympanuchus cupido pinnatus (Brewster, 1885) kommt vom südlichen zentralen Kanada bis ins nordöstliche Texas vor.
- Tympanuchus cupido  attwateri Bendire, 1893 ist im südöstlichen Texas verbreitet.
- Tympanuchus cupido cupido (Linnaeus, 1758) kommt von Maine bis Virginia vor.

Die Nominatform T. c. cupido, auch Heidehuhn genannt, ist zu Beginn der 1930er Jahre ausgestorben. Sie kam in den mit Buschwerk bewachsenen, kargen Heiden der Küstenregion New Englands, vom südlichsten Zipfel New Hampshires bis ins nördliche Virginia vor und wurde von den ersten europäischen Siedlern intensiv bejagt, was schließlich zum Zusammenbruch der Population führte. Bei der Nominatform könnte es sich auch um eine eigene Art gehandelt haben. Damit würden auch die beiden anderen Unterarten zu einer Art gehören (T. pinnatus). 
Früher wurde das Oklahomapräriehuhn (T. pallidicinctus) als vierte Unterart hier eingeordnet.

## Lebensweise

### Nahrung
Das Präriehuhn ernährte sich früher von Samen, Gräsern und Trieben. Durch die Umwandlung in Weideflächen wurden die Präriegräser selten und die Art musste auf die vom Menschen angebauten Nutzpflanzen wie Soja und Weizen ausweichen. Im Winter fressen Präriehühner hauptsächlich Knospen, Haselnüsse und Eicheln.

### Fortpflanzung
Bei der Balz besetzen die Männchen Arenen, die sie gegen andere Männchen hart verteidigen. Oft benutzen die Tiere jahrelang dieselben Balzplätze. Die Präriehühner führen einen charakteristischen Balztanz auf: Sie stellen den Federschopf und den Schwanz auf, sodass das weiße Untergefieder sichtbar wird, blasen die Luftsäcke auf und drehen sich im Kreis, während sie mit den Füßen auf den Boden stampfen. Sie stoßen dabei heulende, dumpfe Töne aus, die so klingen, als ob jemand über die Öffnung einer Glasflasche bläst. Die Tiere nehmen immer wieder eine waagerechte Haltung ein und neigen den Kopf zum Boden. Wegen dieses „Indianertanzes“ sind sie ein beliebtes Ziergeflügel.
Das Weibchen legt die 8–12 hellbraunen, gesprenkelten Eier in eine Mulde am Boden. Die Brutzeit dauert 25 Tage, nur das Weibchen kümmert sich um die anfänglich gelbbraunen Jungtiere. Sie fressen nur Insekten, vor allem Heuschrecken. Die Jungvögel bleiben 6–8 Wochen bei der Mutter.